# El Príncep de Bel Air
El Príncep de Bel Air (en anglès: The Fresh Prince of Bel-Air) és una comèdia estatunidenca de Stuffed Dog Company i Quincy Jones Entertainment produïda per la cadena NBC i emesa entre 1990 i 1996. Protagonitzada per Will Smith, qui interpretava un noi de Filadèlfia que se'n va a viure amb els seus familiars rics de Bel-Air (Los Angeles). Se'n van emetre 148 episodis en sis temporades.

## Argument
És una comèdia que narra la vida de Will Smith que arriba a Los Angeles provinent de Filadèlfia, on vivia amb la seva mare, per a viure amb l'oncle i la tia rics. El seu oncle Philip Banks és un advocat ric que s'està en una mansió amb la seva dona Vivian i els seus tres fills Hilary, Carlton i Ashley i també el seu majordom Geoffrey.
Amb l'arribada d'en Will, la família es veu embolicada en problemes cada dia per culpa seva. A en Will li agrada de ficar-se en problemes amb en Carlton, que és un "nen de papà" i baixet. El millor amic d'en Will és en Jazz, un noi pobre amb mal aspecte.

## Personatges
- Will Smith (Will Smith): Protagonista principal. Es trasllada de Philadelphia a Bel Air obligat per la seva mare després de ficar-se en problemes. És un noi graciós i simple, a diferència de la resta de la família. Sempre està ficat en tots els embulls de la casa i en el carrer. És fan de Malcom X. També té molt èxit amb les noies, cosa que fa que en moltes ocasions Carlton tingui enveja. La seva passió per les noies el ficarà en problemes en més d'un cas.
- Philip Banks (James Avery): És l'oncle de Will, el cap de família, molt seriós i capaç de culpar Will de tot el que passi. És advocat, més endavant jutge i polític. Dedica un gran temps al seu treball. S'empipa sempre amb Will. A més d'emprenyar-se li costa d'acceptar que la seva filla Ashley creix i comencen a interessar-la els nois. És un home alt, grassonet i calb, cosa que fa que Will ho aprofiti per riure-se'n. Estima molt la seva dona, Vivian.
- Vivian Banks (Janet Hubert-Whitten/Daphne Maxwell Reid): Vivian, o la tia Viv (com li diu Will) és la mare de Hillary, Carlton, Ashley i més endavant també de Nicky. És la mare de la família, que posa ordre a la casa. A vegades també arriba a perdre la calma o a entrar en els afer dels més joves de la casa.
- Carlton Banks (Alfonso Ribeiro): Cosí de Will. Tenen la mateixa edat, però és tot el contrari de Will, tant en la manera de vestir com d'obrar. La seva excessiva serietat i correcció fan que Will se'n rigui contímuament. És admirador de Tom Jones i ho demostra imitant-lo quan està sol. És el típic nen aviciat. Malgrat ser molt seriós, es posa molt en problemes, encara que ho acabi per pagar el Will. Encara que no ho reconegui, considera aWill com un germà.
- Hillary Banks (Karyn Parsons): Cosina de Will. Compradora compulsiva, sempre pendent d'ella mateixa, del seu aspecte i del que els altres pensin d'ella. Està obseedida pel seu aspecte físic i la sola cosa que li importa és de tenir el compte bancari ple. És la més gran dels germans, però encara depèn econòmicament dels pares.
- Ashley Banks (Tatyana Ali): La germana petita de Hillary i Carlton. Al principi de la sèrie és una nena però a la fi ja mostra interès pels nois. Té una molt bona relació amb Will, i això fa que sigui la més diferent de tots els germans.
- Nicky Banks (Ross Bagley): Fill més petit de Phil i Vivian. Neix a la fi de la 3a temporada. El seu nom complet és Nicholas Michael Nathan Wanya Banks. Comença com a nadó i a la fi és un nen molt graciós.
- Geoffrey Butler (Joseph Marcell): Geoffrey és un majordom sarcàstic amb respostes per a tots. És un anglès educat amb un caràcter molt seriós. Encara que el seu sarcasme sigui ofensiu per a la família, no és capaç de separar-se'n.
- Jazz (Jeff Townes): És el millor amic de Will. Es van conèixer a Los Angeles. Porta sempre ulleres de sol, i apareix ocasionalment a la sèrie. Una de les escenes més recurrents és quan Phil el fa fora de la casa, puix que sempre en fa alguna de grossa.

## Tema d'entrada
La cançó principal d'entrada és interpretada per Will Smith, qui en el món del rap era conegut com a The Fresh Prince del duo DJ Jazzy Jeff & The Fresh Prince (Jazzy Jeff i Will Smith). La música és de Quincy Jones III.

## Difusió als Països Catalans
La cadena de televisió TV3 emeté la sèrie a partir del 2001, i va acabar l'emissió al 2004. A Canal 9 la sèrie s'emetia en castellà a l'estiu entre el 2001 i el 2003.